# Ostatni przystanek 174
Ostatni przystanek 174 (port. Última Parada 174) – brazylijski dramat filmowy z 2008 roku w reżyserii Bruno Barreto. Obraz został zgłoszony jako brazylijski kandydat do Oscara dla najlepszego filmu nieanglojęzycznego, jednak ostatecznie nie otrzymał nominacji.

## Fabuła
Film oparty jest na wydarzeniach autentycznych i opowiada o życiu Sandro Rosa do Nascimento, który dorastał na ulicach Rio de Janeiro, a w 2000 roku porwał autobus.

## Obsada
- Michel Gomes jako Sandro Rosa do Nascimento
- Chris Vianna jako Marisa
- Marcello Melo Junior jako Ale
- Gabriela Luiz jako Soninha
- Anna Cotrim jako Walquiria